# Брӱно
«Брӱно» (англ. Brüno, нем. Brüno) — американский фильм, вышедший 10 июля 2009 года, поставленный режиссёром Ларри Чарльзом. Соавтор сценария, продюсер и исполнитель главной роли Саша Барон Коэн. Главный герой фильма — Бруно Гехард (нем. Brüno Gehard) — австрийский тележурналист и гомосексуал. Это третий фильм о персонаже из Шоу Али Джи; предыдущими были «Али Джи в парламенте» и «Борат».

## Сюжет
«Голубого» австрийского обозревателя мод Бруно увольняют из его авторского шоу под названием «Funkyziet» после того, как он устраивает дебош на сентябрьском Неделе моды в Милане. Вместе с ассистентом своего ассистента (и по совместительству – одним из любовников) Лутцем он отправляется в Лос-Анджелес чтобы стать суперзвездой. После того как Бруно срывает тестовые прослушивания, на которых он должен был брать интервью у звёзд реалити-шоу, он пытается добиться известности другими методами. 
Пытаясь снять какую-нибудь откровенную видеозапись, Бруно устраивает интервью с американским конгрессменом Роном Полом (не подозревавшим, что «играет» самого себя), которого он перепутал с драг-квин Ру Полом, и пока они ждут устранения технических неполадок, Бруно начинает приставать к Рону, который, разозлившись, уходит, обозвав его «педиком».
Также в его арсенале обнаружились и другие способы «прославиться». На этот раз он возомнил себя «голубем мира»: Бруно отправляется на Ближний Восток и с присущим ему эпатажем пытается помирить евреев и арабов. После того, как переговоры ожидаемо проваливаются, герою приходится убегать от разъяренных ортодоксов, которые увидели его в шортах-мини и ермолке. Также, Бруно пробирается в логово к палестинским террористам с просьбой о том, чтобы те его похитили и тем самым прославили его.
На пути с Ближнего Востока в США, в Африке, он обменивает свой iPod второго поколения на чёрного ребёнка по имени О Джей, о чём впоследствии с гордостью заявляет зрителям американского ток-шоу, которые оказываются преимущественно чернокожими. Беспардонный герой заявляет, что этот мальчик «Настоящий магнит для членов», подкрепляя свой рассказ высокопрофессиональными фотографиями с мальчиком в роли Иисуса на кресте, в джакузи с мужчинами, или на фоне пчелиного улья без защитного костюма. Выступление ожидаемо заканчивается конфликтом, и приёмного ребёнка у него отбирают.
В какой-то момент ему в голову приходит мысль о том, что для того, чтобы стать знаменитым, надо стать гетеросексуалом. Он идет к известному священнику, как Бруно сам его называет, «обратителю геев». Тот пытается наставить героя на путь истинный, но австриец не воспринимает слова пастора всерьез и пытается того соблазнить. Священник советует ему много различных занятий, чтобы отвратиться от содомии. Ради этого Бруно посещает свинг-вечеринку, отправляется на охоту с настоящими охотниками, идёт на занятия по самообороне, и, наконец, записывается в армию США. Фильм заканчивается тем, что, на первый взгляд, избавившийся от «голубизны» австриец, строит успешную карьеру в качестве ведущего реслинг-шоу под псевдонимом «Дейв-Натурал». Однако, когда Бруно снова случайно встречает своего возлюбленного Лутца, он ничего не может с собой поделать и возвращается к своей истинной натуре. В конце фильма, Бруно и Лутц пытаются зарегистрировать брак, маскируя Лутца за «жену» Бруно, маскировка подкрепляется заявлением, что О Джей является их биологическим ребенком. Священник отказывается регистрировать брак и уходит. 

## Производство
В фильме использовались несколько документальных сцен. Например, сцена, где Бруно идёт по подиуму в нелепом наряде, была сыграна в сентябре 2008 года на Итальянском показе мод. Тогда Барона Коэна задержала полиция.
На создание сцены с людьми-стульями Коэна подтолкнул психологический эксперимент Милгрэма. Стэнли Милгэм, психолог Йельского университета пытался выяснить, как далеко может зайти человек в своих действиях под влиянием авторитета. Перед интервью Саша Барон Коэн предложил певицам Поле Абдул и Ла Тойе Джексон использовать рабочих-мексиканцев, стоящих на четвереньках, в качестве стульев, сославшись на то, что якобы актер Джонни Депп тоже так делал, и они садились.

## Название
«Бруно: Восхитительные путешествия по Америке с целью заставить мужчин-гетеросексуалов почувствовать себя явно неловко в присутствии голубого иностранца в футболке-сеточке» (англ. Bruno: Delicious Journeys Through America for the Purpose of Making Heterosexual Males Visibly Uncomfortable in the Presence of a Gay Foreigner in a Mesh T-Shirt) было шуточным названием, предложенным сайтом Defamer.com, распространителем новостей и слухов Голливуда, и было ошибочно воспринято как оригинальное отдельными источниками, такими как MovieTome, Daily Star, The Irish Times, The Boston Globe. При этом официальный сайт приводит расширенное название в своих метаданных.

## Прокат
Фильм вышел на экраны в июле 2009 года. За первый уикенд проката фильм собрал 30,4 миллиона долларов.
Премьера фильма в России состоялась 23 июля 2009 года.
Министерство культуры Украины запретило показ фильма на территории страны:

Фильм «Бруно» режиссёра Л. Чарльза содержит художественно неоправданную демонстрацию половых органов и отношений, гомосексуальных половых актов в откровенно натуралистической форме, показ гомосексуальных извращений, ненормативную лексику, проявления садизма, антисоциального поведения, которое может нанести вред моральному воспитанию граждан.